# Юлемисте (остановочный пункт)
Ю́лемисте (эст. Ülemiste raudteepeatus) — остановочный пункт в Таллине на линии Таллин — Тарту/Нарва. Находится на расстоянии 8 км от Балтийского вокзала.
На остановке Юлемисте расположены два низких перрона и два железнодорожных пути, рядом с остановочным пунктом проходит ответвление на товарную станцию Юлемисте. На остановке останавливаются пассажирские поезда Elron восточного направления. С Балтийского вокзала поезд идёт 9 минут.
Имеется пересадка на 2-й и 4-й маршруты трамвая.
| На Таллин |          | На Тарту/Нарву |
| Китсекюла | Юлемисте |                |
| Китсекюла | Юлемисте | Вессе          |